# Wahlenau
Wahlenau là một đô thị thuộc huyện Rhein-Hunsrück bang Rheinland-Pfalz, phía tây nước Đức. Đô thị Wahlenau có diện tích 4,46 km², dân số thời điểm ngày 31 tháng 12 năm 2006 là 240 người.